# Фернандес, Сесилио
Сесилио Фернандес Градо (исп. Cecilio Fernández Grado; 27 июля 1959, Михас, Малага, Испания) — испанский биатлонист, участник зимних Олимпийских игр 1984 года.
С детства увлекался спортом, занимался волейболом и гандболом в институте Сьерра-Бермеха (Малага), в 16 лет поступил в колледж Гражданской гвардии в Вальдеморо, где занимался альпинизмом и лёгкой атлетикой.
Окончив колледж в 1979 году, он несёт службу в городе Канфранк и занимается лыжным спортом и биатлоном. На чемпионате Испании по лыжным гонкам 1980 Сесилио завоевал бронзовую медаль в эстафете 4×10 километров и был приглашён в сборную Испании по биатлону, на чемпионате Испании по лыжным гонкам 1981 завоевал две серебряные медали (в гонке на 30 километров и в эстафете 4x10 километров).
Первым крупным международным соревнованием для испанца стал чемпионат мира 1981 года в финском Лахти. В индивидуальной гонке он стал 70-м, а в спринте 74-м.
Выступил также на чемпионатах мира 1982 и 1983 годов. Лучший результат — 61-е место в индивидуальной гонке на трассе в советских Раубичах.
В 1984 году представлял свою страну вместе с Мануэлем Гарсией на зимних Олимпийских играх. В индивидуальной гонке финишировал 57-м вслед за Гарсией, а в спринте опередил его на одну позицию и занял 55-е место.
Участие в Чемпионатах мира
| Год  | Место проведения | Инд | Спр | Эст |
| 1981 | ЧМ Лахти         | 70  | 74  | 17  |
| 1982 | ЧМ Минск         | 61  | —   | —   |
| 1983 | ЧМ Антерсельва   | 71  | 75  | 18  |

Участие в Олимпийских играх 
| Год  | Место проведения | Инд | Спр | Эст |
| 1984 | Сараево          | 57  | 55  | —   |